# 미치 매코널
애디슨 미첼 "미치" 매코널 주니어(영어: Addison Mitchelle "Mitch" McConnell Jr., 1942년 2월 20일 ~ )은 미국의 정치인이다. 1985년부터 연방 상원의원을 지내고 있으며, 2007년부터 공화당 상원 원내대표를 맡고 있으며 2017년부터 2021년까지 미국 운수장관 배우자였다.

## 생애
1942년 2월 20일 미국 앨라배마주 터스컴비아에서 태어났다.
첫째 부인 사이에서 세명의 자식을 두었다. 이혼후 일레인 차오와 재혼했다.

## 같이 보기
- 2016년 미국 대통령 선거에 대한 러시아의 개입

## 역대 선거 결과
| 선거명      | 직책명                  | 대수  | 정당   | 득표율 | 득표수      | 결과 | 당락                   |
| ----------- | ----------------------- | ----- | ------ | ------ | ----------- | ---- | ---------------------- |
| 1984년 선거 | 상원의원 (켄터키 제2부) | 99대  | 공화당 | 49.90% | 644,990표   | 1위  | 켄터키주 상원의원 당선 |
| 1990년 선거 | 상원의원 (켄터키 제2부) | 102대 | 공화당 | 52.19% | 478,034표   | 1위  | 켄터키주 상원의원 당선 |
| 1996년 선거 | 상원의원 (켄터키 제2부) | 105대 | 공화당 | 55.45% | 724,794표   | 1위  | 켄터키주 상원의원 당선 |
| 2002년 선거 | 상원의원 (켄터키 제2부) | 108대 | 공화당 | 64.68% | 731,679표   | 1위  | 켄터키주 상원의원 당선 |
| 2008년 선거 | 상원의원 (켄터키 제2부) | 111대 | 공화당 | 52.97% | 953,816표   | 1위  | 켄터키주 상원의원 당선 |
| 2014년 선거 | 상원의원 (켄터키 제2부) | 114대 | 공화당 | 56.19% | 806,787표   | 1위  | 켄터키주 상원의원 당선 |
| 2020년 선거 | 상원의원 (켄터키 제2부) | 117대 | 공화당 | 57.77% | 1,233,315표 | 1위  | 켄터키주 상원의원 당선 |